# Brise-soleil

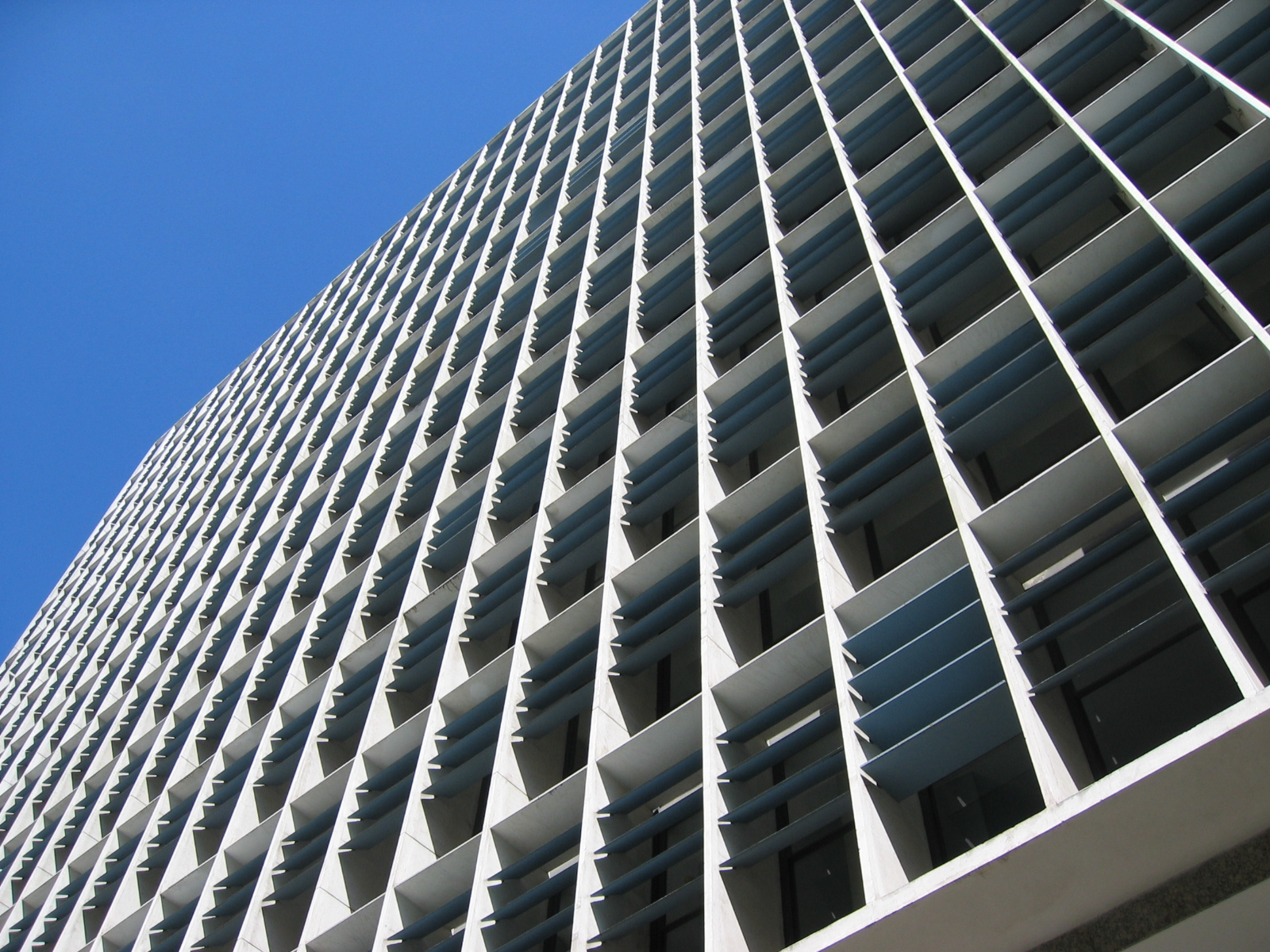
Fachada do Palácio Gustavo Capanema, no Rio de Janeiro, caracterizada pela presença marcante do brise-soleil.

O brise-soleil (expressão francesa cuja tradução literal seria quebra-sol, embora seja comum a utilização apenas da palavra brise em português) é um dispositivo arquitetônico utilizado para impedir a incidência direta de radiação solar nos interiores de um edifício, de forma a evitar aí a manifestação de um calor excessivo. Foi um dos principais elementos compositivos utilizados pela arquitetura moderna, sendo ele próprio um ícone de movimentos arquitetônicos como o international style, embora dispositivos similares sejam encontrados em obras mais antigas. Credita-se ao arquiteto franco-suíço Le Corbusier a sistematização (e, dependendo da fonte consultada, a própria invenção) dos brise-soleils. Sua obra conhecida como Unidade de habitação de Marseille faz uso bastante profundo dos brises, sendo que tais elementos possuem papel de destaque na constituição da linguagem daquele edifício.

## Materiais
Os brises podem ser compostos de materiais diversos, sendo comuns o betão, a madeira e o alumínio e outros metais.
Normalmente caracterizam-se como uma série de lâminas, móveis ou não, localizadas em frente às aberturas dos edifícios. No caso de serem móveis, permitem que conforme a necessidade e a conveniência, sejam regulados para aumentar ou diminuir a insolação no recinto em questão.
Outro formato comum dos Brises é o de chapas perfuradas, ou desenhadas com CNC que protegem a fachada parcialmente da incidência de raios solares.
Exemplos célebres de edifícios que têm nos brises elementos fundamentais de sua composição são o Palácio Gustavo Capanema (no Rio de Janeiro, sendo este o primeiro edifício conhecido a fazer uso de brises móveis no mundo) e o Copan e o Edifício Itália, ambos em São Paulo.

## Posição dos brises
Independente do elemento de fabricação, as aletas dos brises são posicionadas na horizontal ou na vertical. Os brises posicionados na horizontal são mais utilizados quando o sol permanece quase que todo o dia na parte superior do globo terrestre, com isso, por suas características a fachada norte brasileira geralmente é a mais indicada. Já nas fachadas leste e oeste brasileiras, por receberem respectivamente o sol da manhã (que vêm da parte inferior do globo) e o da tarde (que está se pondo e também está localizado na parte inferior do globo) os brises com aletas verticais são mais utilizados. Na fachada sul brasileira, por receber menor incidência solar, geralmente o brise é mais utilizado para seguir a arquitetura do edifício e não tanto por sua funcionalidade.
Os brises móveis são considerados os mais eficientes por possuírem mobilidade nas aletas, tendo em vista a variação solar durante todo o dia. Já os brises fixos, precisam ser projetados com mais atenção, pois sempre existe um ângulo de abertura entre aletas e que quanto maior, mais sujeito à exposição solar se encontra o edifício e que quanto menor, menos entrada de luz natural haverá na parte interna do prédio.

## Colocação na fachada

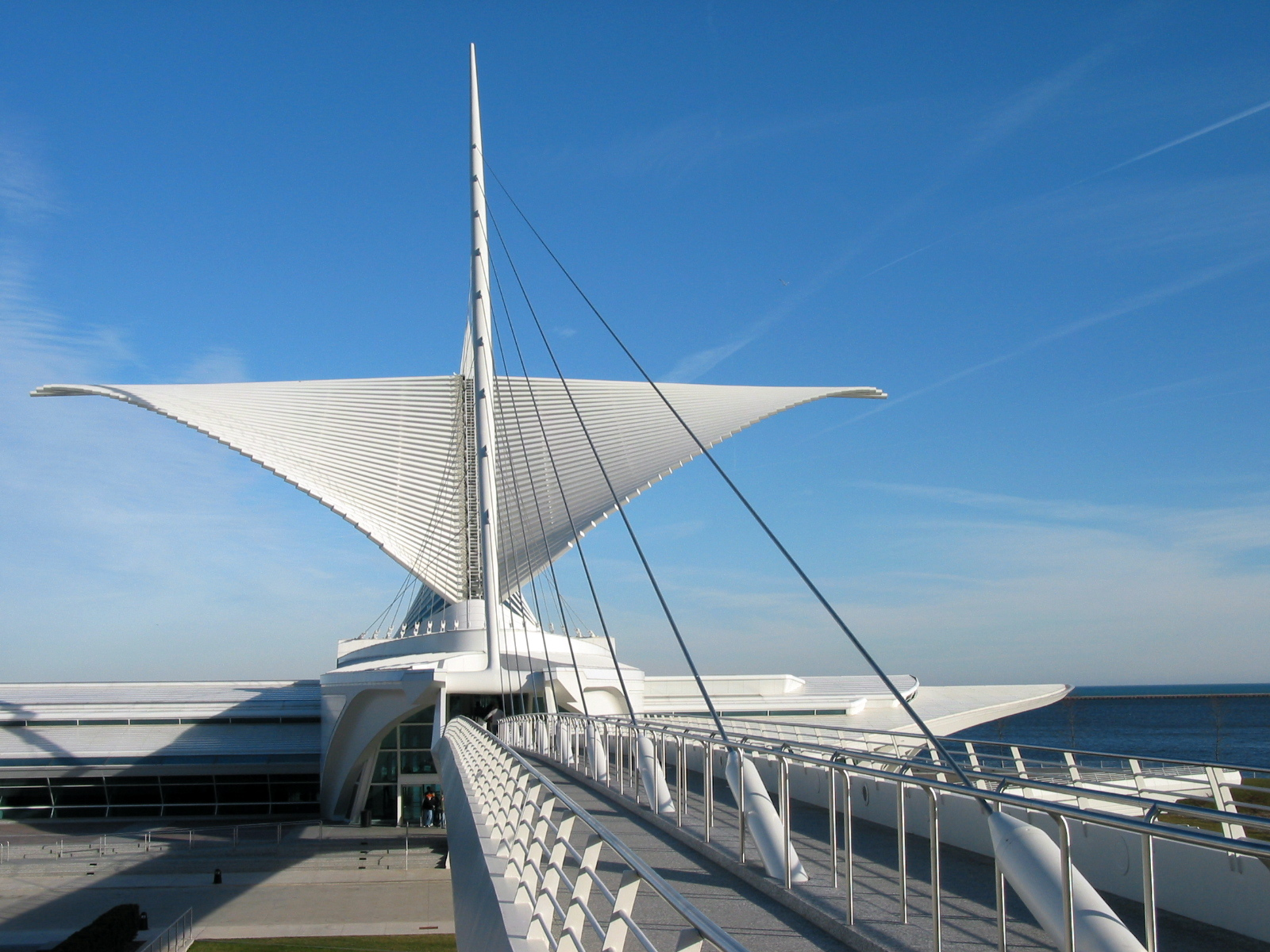
Brise-soleil, projeto de Santiago Calatrava

Quando o brise é posicionado no lado externo da fachada, a função de proteção é considerada a mais eficiente, pois qualquer que for o material impede a incidência dos raios solares antes da entrada dos mesmos no edifício. Já em questão de limpeza e conservação do material, o brise posicionado mais próximo da janela ou embutido na fachada se sobressai. Há também o posicionamento em formato de marquise na parte superior da janela, que aumenta a visibilidade de dentro para fora do prédio, porém protege menos o edifício da incidência solar durante todo o dia.

## Formatos
O cobogó, também chamado de elemento vazado são blocos vazados decorativos, normalmente feitos de concreto ou de cerâmica, muito utilizados nos edifícios públicos pela grande durabilidade e baixo custo.
Um outro recurso, são os milenares muxarabis, muito mais antigos que os brises e os cobogós, utilizado na arquitetura árabe que emprega treliças de madeira que permitem a ventilação e iluminação, mas mantém a privacidade dos espaços interiores, permitindo a visão do exterior por quem está dentro, mas não o contrário.
As chapas metálicas lisas e perfuradas (furos redondos, quadrados e retangulares) são cada vez mais utilizadas com a função de proteção solar. De diversos materiais, os brises metálicos feitos em alumínio, aço, cobre e ferro, criam uma estética moderna. Tubos em formato quadrado, redondo e elipse (conhecido como lumibrise asa de avião) são bastante comuns e cumprem a função de bloquear os raios solares de diferentes formas. Quando feitos em cores claras, podem contribuir para a reflexão e redirecionamento da luz solar para o interior.

## Utilização
Geralmente utilizados em construções que necessitam muito do aproveitamento da iluminação natural e bloqueio do ofuscamento causado pelos raios solares. Com essas características, os brises são cada vez mais utilizados em prédios públicos, universidades, colégios, hospitais, shoppings e centros comerciais.